# Gordon Hoare
Pour les articles homonymes, voir Hoare.
Gordon Hoare, de son nom complet Gordon Rahere Hoare est un footballeur anglais né le 18 avril 1884 et mort le 27 octobre 1973. Il évoluait au poste d'attaquant.
Il est surtout connu pour avoir été membre de l’équipe de Grande-Bretagne médaillée d’or aux Jeux olympiques de Stockholm en 1912. En club, il joue dans la Football League pour Woolwich Arsenal, Glossop North End (en) et Fulham.

## Biographie

### En club
Né à Blackheath, Hoare commence sa carrière dans des clubs amateurs comme West Norwood (en), Woolwich Polytechnic (en) et Bromley. Il rejoint Woolwich Arsenal en 1907 et fait ses débuts en championnat lors d’un match de Première Division contre Sheffield Wednesday le 20 avril 1908, lors de la dernière journée de la saison 1907-1908.
Malgré 11 apparitions en championnat pour cinq buts marqués durant la saison 1908-1909, il peine à s’imposer dans l'équipe et rejoint alors  Glossop North End (en) en décembre 1909. En parallèle, de 1909 à 1911, il joue également pour le club de Northfleet United (en) en Kent League.
Hoare retourne à Woolwich Arsenal en décembre 1910 et réalise une saison productive en marquant sept buts en 16 matchs lors de la saison 1910-1911. Cependant, en raison d'une concurrence accrue en attaque, il quitte de nouveau le club pour retourner à Glossop en février 1912. Au total, Hoare dispute 34 matchs avec Arsenal et inscrit 13 buts.
Après ce second passage à Glossop, Hoare rejoint successivement les clubs de Queens Park Rangers et Fulham avant de mettre un terme à sa carrière en 1920.

### En sélection
Hoare est sélectionné à 14 reprises pour l’équipe d'Angleterre amateur entre 1909 et 1913, marquant un total de 11 buts, dont cinq doublés contre l’Allemagne, la France (à deux reprises) et le Danemark (à deux reprises). Il est également un membre important de l'équipe de Grande-Bretagne qui remporte la médaille d’or lors des Jeux olympiques de 1912. Il participe aux trois matchs de la compétition, inscrivant deux buts en finale contre le Danemark, contribuant ainsi à la victoire de son équipe sur le score de 4-2 à Stockholm.
En dehors de ses matchs officiels, Hoare inscrit également cinq buts en matchs amicaux pour l’équipe amateur, incluant un doublé contre le pays de Galles en 1911, un autre contre l'Irlande en 1912, et un dernier but contre un XI de Bruges en avril 1912.

### Buts internationaux
Score de l'Angleterre Amateurs indiqué en premier, la colonne Score indique le score après chaque but de Hoare.
| No. | Date            | Stade                      | Adversaire | Score | Résultat | Compétition                        | Réf    |
| --- | --------------- | -------------------------- | ---------- | ----- | -------- | ---------------------------------- | ------ |
| 1   | 13 mars 1909    | White House Ground, Oxford | Allemagne  | ?     | 9–0      | Amical                             | [ 8 ]  |
| 2   | 13 mars 1909    | White House Ground, Oxford | Allemagne  | ?     | 9–0      | Amical                             | [ 8 ]  |
| 3   | 23 mars 1911    | Stade de Paris, Saint-Ouen | France     | 2–0   | 3–0      | Amical                             | [ 9 ]  |
| 4   | 23 mars 1911    | Stade de Paris, Saint-Ouen | France     | 3–0   | 3–0      | Amical                             | [ 9 ]  |
| 5   | 25 mai 1911     | Spitalacker, Berne         | Suisse     | 2–0   | 4–1      | Amical                             | [ 10 ] |
| 6   | 21 octobre 1911 | Park Royal Ground, Londres | Danemark   | 1–0   | 3–0      | Amical                             | [ 11 ] |
| 7   | 21 octobre 1911 | Park Royal Ground, Londres | Danemark   | 3–0   | 3–0      | Amical                             | [ 11 ] |
| 8   | 4 juillet 1912  | Stade olympique, Stockholm | Danemark   | 2–1   | 4–2      | Finale des Jeux olympiques de 1912 | [ 12 ] |
| 9   | 4 juillet 1912  | Stade olympique, Stockholm | Danemark   | 3–1   | 4–2      | Finale des Jeux olympiques de 1912 | [ 12 ] |
| 10  | 27 février 1913 | Stade du Matin, Colombes   | France     | 2–0   | 4–2      | Amical                             | [ 7 ]  |
| 11  | 27 février 1913 | Stade du Matin, Colombes   | France     | 3–0   | 4–2      | Amical                             | [ 7 ]  |

## Palmarès
Grande-Bretagne
- Jeux olympiques (1) :
  -  Or : 1912.